# Karl von Gravenreuth

Karl Freiherr von Gravenreuth

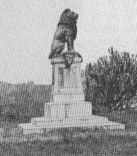
Denkmal für von Gravenreuth in Duala

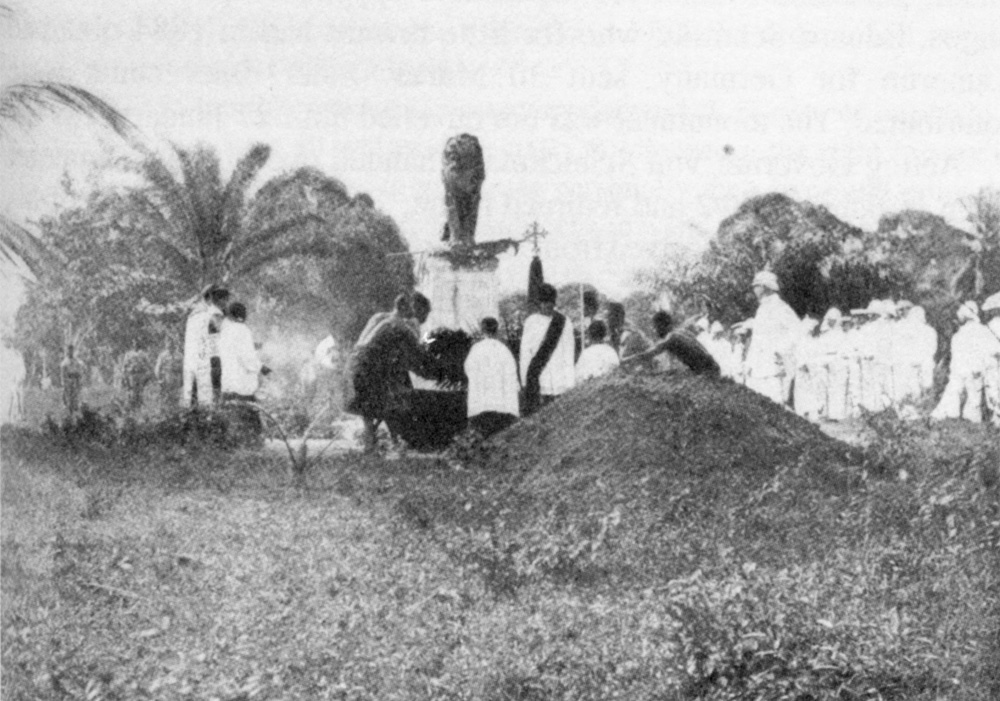
Umbettung von Gravenreuths 1895

Karl Friedrich Freiherr von Gravenreuth (* 12. Dezember 1858 in München; † 5. November 1891 vor Buea, Kamerun) war ein bayerisch-deutscher Offizier und Forschungsreisender.

## Leben
Er entstammte dem ursprünglich fränkischen Adelsgeschlecht von Gravenreuth und trat 1877 als Freiwilliger Gemeiner in das 3. Infanterie-Regiment der Bayerischen Armee ein. 1879 wurde er Sekondeleutnant und 1885 für den Dienst bei der Deutsch-Ostafrikanischen Gesellschaft (DOAG) beurlaubt.
Als einer der ersten Kolonialpioniere in Deutsch-Ostafrika fungierte Gravenreuth als stellvertretender Reichskommissar und ab 1889 als Chef (Kompanieführer) in der nach Hermann von Wissmann genannten „Wissmann-Truppe“. In dieser Funktion war er maßgeblich an der Niederwerfung des sog. „Araber-Aufstandes“, der Protest der einheimischen Bevölkerung gegen die widerrechtliche Einverleibung ihrer Gebiete durch die DOAG, beteiligt. Am 8. Mai 1889 war er an der Erstürmung von Buschiris Lager bei Bagamoyo beteiligt. Am 18. November 1889 besiegt er die zur Küste drängenden Mafiti bei Yombe während Wissmann nach Mpapua marschierte. Am 28. Januar 1890 besiegt Gravenreuth den Araberführer Bana Heri bei Mandera und führte am 8./9. März den entscheidenden Schlag gegen Bana Heris Lager in Palamakaa. Im Januar 1889 noch zum Premierleutnant befördert und à la suite seines Regiments gestellt, kehrte er 1890 aus gesundheitlichen Gründen nach Europa zurück und wurde zeitweilig im Auswärtigen Amt beschäftigt.
1891 wurde Gravenreuth als Hauptmann zum Aufbau einer paramilitärischen Söldnertruppe und Durchführung einer Expedition in den Norden des deutschen Schutzgebietes nach Kamerun beordert. Ohne Rücksprache mit der Kolonialadministration setzte er seine Mannschaften überwiegend aus Unfreien zusammen, die er in Dahome „ankaufte“, um sie nach Ableisten ihres „Kaufpreises“ als Arbeiterkolonie in Kamerun anzusiedeln. Sein eigenmächtiges Vorgehen brachte ihm scharfe Kritik durch das Gouvernement und die Kolonialabteilung ein. Um einen öffentlichen Skandal zu vermeiden, wurde die Maßnahme aber gedeckt.
Mit der Dahome-Söldnertruppe und Teilen einer bereits bestehenden Polizeieinheit unternahm Gravenreuth mehrere sog. „Strafexpeditionen“. Dabei wurden Siedlungen niedergebrannt, bei denen von vermeintlichem Widerstand ausgegangen wurde. Die überlebenden Bewohner hat man vertrieben. Im Oktober 1891 hat Gravenreuth eine solche Expedition gegen die Bankon am Fluss Abo und im November desselben Jahres gegen die Kpe (Bakwiri) am Kamerunberg durchgeführt. Einer seiner Begleiter war Max von Stetten, der später Führer der deutschen Polizei- und Schutztruppe in Kamerun wurde. Bei Gefechten vor Buea wurde Gravenreuth durch einen vergifteten Speer tödlich verletzt. Sein Leichnam wurde später nach Douala überführt und dort am 15. Juni 1895 auf der Joßplatte beigesetzt. Seine Nachfolge trat 1892 Hans von Ramsay an.

## Gedenken
In München, Köln, und Feldkirchen (Niederbayern) wurden Straßen nach ihm benannt. In München wurde über die Änderung von Straßennamen mit Kolonialbezug kontrovers diskutiert. Dies betrifft auch die Von-Gravenreuth-Straße. In Köln wird ein Beschluss zur Umbenennung vorbereitet.